# Gasterosteiforme
Gasterosteiformele (Gasterosteiformes) sunt un ordin de pești osoși acantopterigieni de talie mică cu corpul alungit la care înaintea înotătoarei dorsale se găsesc 2-17 țepi (spini) izolați, înotătoarele ventrale așezate puțin înapoia celor pectorale au o radie spinoasă și 0-2 radii articulate divizate și înotătoarea anală este opusă dorsalei. Corpul, fără solzi, este acoperit cu scuturi (plăci) osoase, mai ales pe flancuri. Au gura mică și protractilă, așezată în vârful unui bot de regulă alungit în formă de tub. Ordinul gasterosteiforme cuprinde 5 familii, 11 genuri și 29 specii de pești răspândite în mările și apele salmastre și dulci din zona temperată a emisferei nordice. Fauna României conține 2 specii actuale,  ghidrinul (Gasterosteus aculeatus) și pălămida de baltă sau osarul (Pungitius platygaster), și o specie dispărută recent, ghidrinul de Techirghiol (Gasterosteus crenobiontus). Gasterosteiformele fosile se cunosc din cretacicul superior.

## Particularități anatomice
Gasterosteiformele sunt pești cu o talie mijlocie și au o lungime de 3-18 cm. Corpul este fusiform mai mult sau mai puțin alungit.
Înaintea înotătoarei dorsale, care este formată din radii articulate ramificate, se găsesc 2 până la 17 țepi izolați, mobili și liberi (nereuniți de membrana înotătoarei). Înotătoarele ventrale mici sunt așezate abdominal, puțin înapoia celor pectorale și au un spin (țep)  independent și 0-2 (mai rar 3) radii articulate ramificate;  Indostomus nu au spin în înotătoarea ventrală. Înotătoarea anală este opusă înotătoarei dorsale și este formată din radii ramificate, prima radie este spinoasă, adică are forma unui țep.
Corpul, fără solzi,  adesea mai mult sau mai puțin învelit de plăci (scuturi) osoase așezate în rânduri longitudinale, mai ales pe laturile corpului; mai rar corpul este nud, fără plăci osoase. Capul este prelungit într-un bot scurt sau tubiform (alungit în formă de tub). Gura de obicei mică, terminală și protractilă, mărginită numai de premaxilare (intermaxilare), este prevăzută cu dinți fini pe oasele gurii (adică pe fălci).
Craniul lateroparietal și tropibazic; orbitosfenoidul, bazisfenoidul și supramaxilarul absente; al doilea os infraorbitar atinge (se articulează cu) preopercularul. Opistoticul (intercalarul) și metapterigoidul prezente. Oasele nazale legate printr-o membrană de frontale; apofiza de pe suprafața inferioară a nazalelor le prinde strâns de parasfenoid și de etmoidalele laterale.
Un singur metacleitru (postcleitru) sau el lipsește. Pe fața ventrală a hipocoracoidului se află o piesă osoasă de membrană, numită de diverși autori: ectocoracoid, interclavicular sau infraclavicular. Între cleitru și claviculă există un orificiu. Centura pelviană nu este legată direct de cea scapulară (respectiv de cleitru).
Vertebrele anterioare au o formă normală. Coastele prezente.
Sunt peștii fizocliști. Au 1-5 raze branhiostege. Branhiile sunt mai mult sau mai puțin reduse. Apendicele pilorice lipsesc.

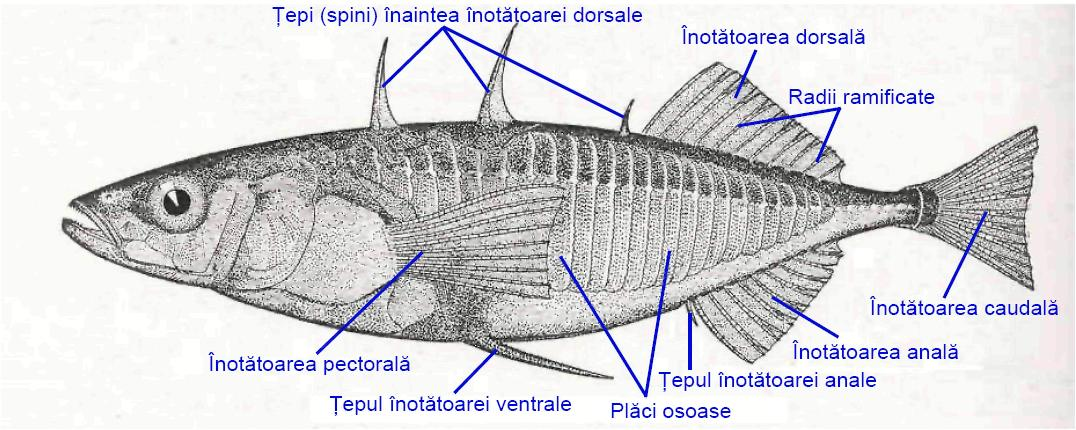
Ghidrinul (Gasterosteus aculeatus)

## Sistematica
Ordinul gasterosteiforme în prezent cuprinde 5 familii (Aulorhynchidae, Gasterosteidae, Hypoptychidae, Indostomidae și Pegasidae), 11 genuri și 29 specii. În trecut în acest ordin era inclus și ordinul Syngnathiformes (respectiv familiile Aulostomidae, Centriscidae, Fistulariidae, Solenostomidae și Syngnathidae). 
Ordinul Gasterosteiformes (5 familii)
- Familia Hypoptychidae (2 genuri, 2 specii) – marine; în nordul Oceanului Pacific (din Japonia și Coreea până la Marea Okhotsk).
- Familia Gasterosteidae (5 genuri, 18 specii) – marine, salmastricole, dulcicole; emisfera nordică (inclusiv în nordul Oceanului Pacific, Marea Mediterană, Marea Neagră).
- Familia Aulorhynchidae (1 gen, 1 specie) - marine; în nordul Oceanului Pacific (pe coastele Americii de Nord).
- Familia Indostomidae (1 gen, 3 specii) - dulcicole, în lacul Indawgyi din Birmania.
- Familia Pegasidae (2 genuri, 5 specii) – marine, Oceanul Pacific și Oceanul Indian.

## Specii din România
Fauna ihtiologică a României conține 2 specii actuale și o specie dispărută recent.
- Pălămida de baltă sau osarul (Pungitius platygaster), subspecia  Pungitius platygaster platygaster - în apele dulci sau ușor salmastre; toate bălțile din lunca inundabilă a Dunării,  lacurile litorale, Bălțile din bazinul Colentinei din apropierea Bucureștiului, Neajlov și bălțile sale, bălțile Buzăului, Călmățuiul ialomițan, lacul Căldărușani, bălțile din lungul Siretului, bălțile din lungul Prutului.
- Ghidrinul (Gasterosteus aculeatus),  subspecia  Gasterosteus aculeatus aculeatus - specie marină migratoare, care iernează în tot lungul litoralului românesc al Mării Negre, iar primăvara se apropie în cârduri de țărm pentru a se reproduce, pătrunzând în lacurile litorale dulci și salmastre de la gurile Dunării și lacurile litorale legate de mare.
- Ghidrinul de Techirghiol (Gasterosteus crenobiontus, sin. Gasterosteus aculeatus crenobiontus) descoperit de Băcescu et Mayer în 1956, în prezent dispărut. Era o  specie sedentară, exclusiv dulcicolă, trăia în regiunea izvoarelor lacului Techirghiol și în pâraiele vecine.